# パリ・プラージュ

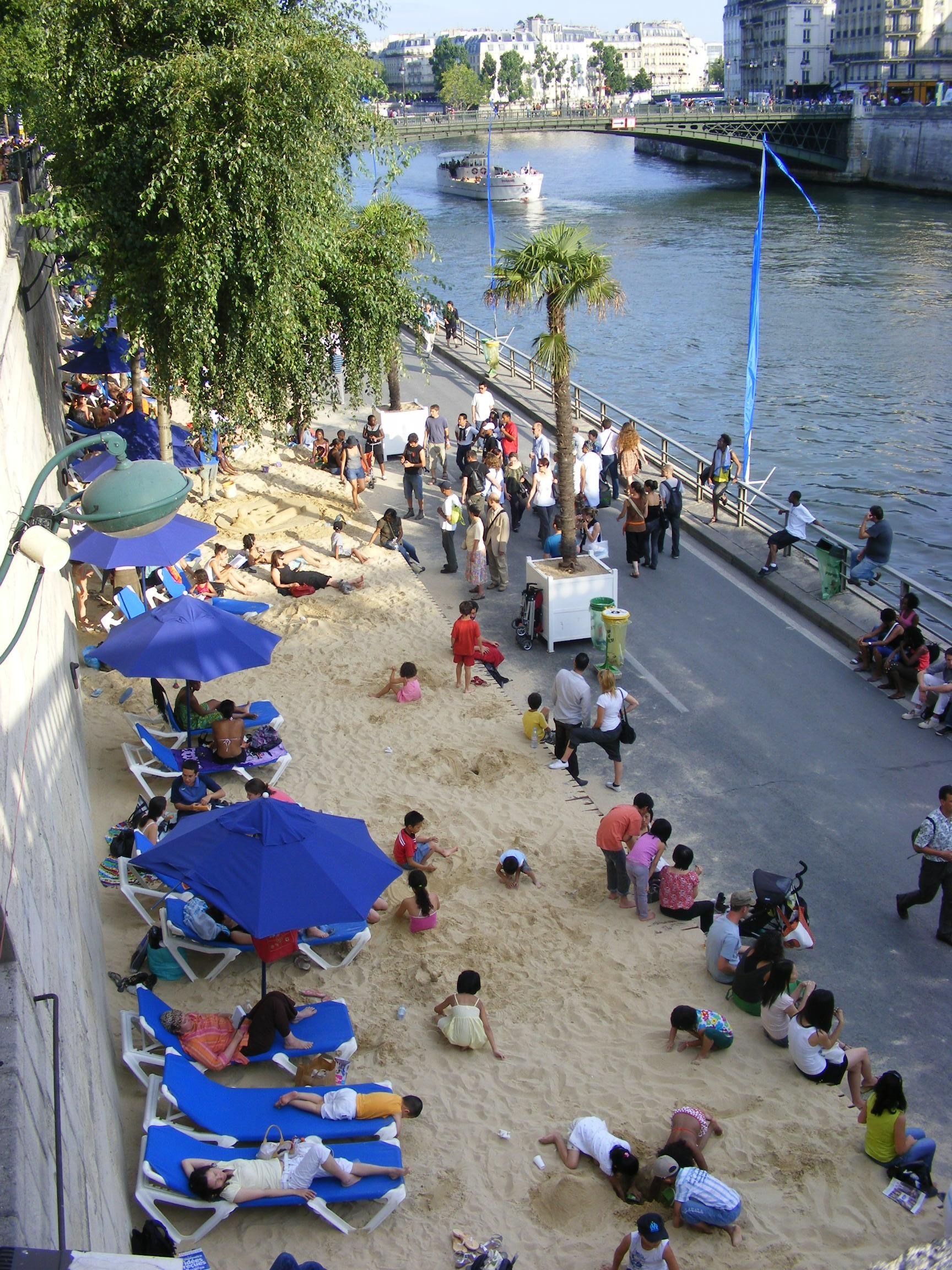

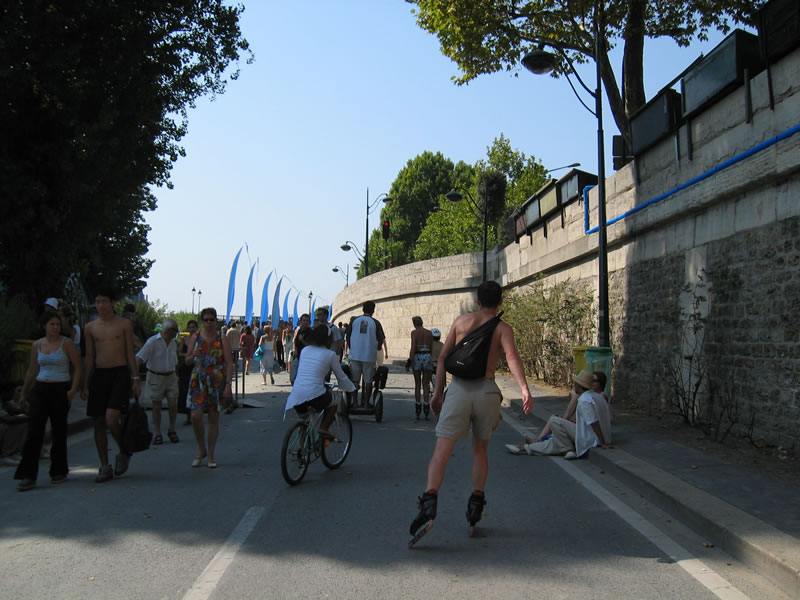

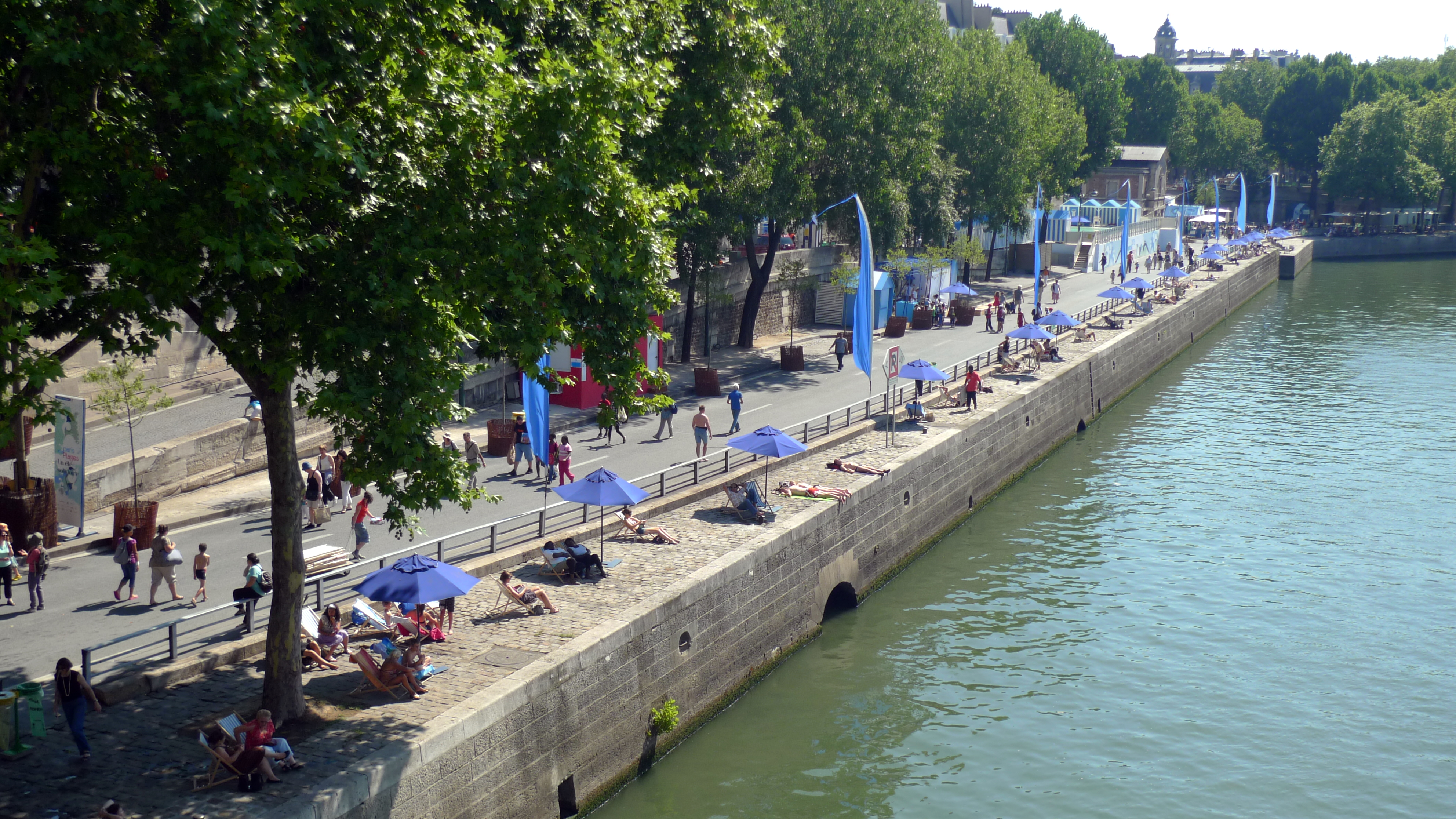

パリ・プラージュ（フランス語: Paris-Plages, 2006年まではParis-Plage (単数)だった、パリ・ビーチの意) は、毎年夏に、パリ中心のセーヌ河岸で一時的に人工ビーチを作る、パリ市長局による計画である。毎年7月と8月に、川の土手にある車道が封鎖され、砂のビーチやヤシの木など、様々な活動が行われる。

## 歴史
フランスの都市の住民は、毎年夏、特に8月になると、海辺や地方に避暑する慣習があった。天候が暑苦しく湿度が高いため、パリは避けられるが、中心部は観光客で多くなる。毎年夏には、多くの住民がパリに残ることを余儀なくされていた。このパリ・プラージュの企画は、暑苦しい市内に取り残された問題を解消するための避暑地として、新しく選出された社会党の市長、ベルトラン・ドラノエにより、2002年に促進された。
最初は、リヴ・ドロワにビーチが1つ設置された。2006年には、リヴ・ゴーシュに2つ目のビーチが加えられ、企画の名前が単数から複数形に変更された。フランスの多くのビーチとは異なり、トップレスでの日光浴は禁止されている。セーヌ川で泳ぐことも、安全上の理由で禁止となっている。
この企画は、大成功を収めた。訪問客は年々増加しており、2007年には400万人を上回った。毎シーズン、新しい呼び物が追加されている。これらには、河岸2カ所へのシャトルフェリーによる接続、13区フランソワ＝モーリアック河岸に設置された水に浮かぶプールであるジョセフィーヌ＝バケル・プール、市の北東19区にあるラ・ヴィレット貯水池のビーチなどが含まれる。

## ル・トゥーケ名称論争
「パリ・プラージュ」の名称は、2002年に商標登録された。2006年8月、市長局は観光マーケティングで「パリ・プラージュ」を使用していた際に、商標を侵害されたとして、コミューンのル・トゥーケ・パリ・プラージュを訴えた。もともとの一般的な呼称に基づき、コミューンの名称は1912年から続いていたため、この疑いは晴れ、2008年には訴訟が取り下げられた。